# Dimanche Méca
Pour les articles homonymes, voir Dimanche (homonymie) et Meca.
Dimanche Méca, anciennement Dimanche F1 et Auto Critiques jusqu'en 2010, est une émission de télévision diffusée par la chaine Eurosport France depuis 2003, après chaque Grand Prix de Formule 1.

## Présentation
L'émission est consacrée à l'analyse des faits du Grand Prix, sous forme d'un débat. Le plateau se compose du présentateur, et de divers journalistes de presse écrite et commentateurs sportifs, auxquels s'ajoute, depuis 2005, un invité, qui est souvent un (ancien) pilote français.
L'émission a été présentée de 2003 à 2007 par Roger Zabel et, depuis 2008, par Denis Brogniart, remplacé en quelques occasions par Céline Géraud, Christophe Jammot, Nicolas Delage ou Thomas Bihel. Les journalistes invités varient en général à chaque émission, mais on retrouve quelques journalistes réguliers, parmi lesquels Jean-Louis Moncet (TF1/Auto Plus), Lionel Froissart (Libération), Cédric Voisard (Le Figaro), Alain Pernot (l'Auto Journal) et Thibaut Larue (Sport Auto).
En 2008 et 2009, l'émission comporte aussi une rubrique consacrée aux courses de GP2 Series, présentée par l'ancien pilote et commentateur pour Eurosport France Franck Lagorce.
À partir de 2011, l'émission évolue sensiblement. Elle passe du lundi au dimanche et s'appelle désormais Dimanche F1. Elle est présentée par Margot Laffite et les intervenants sont Lionel Froissart (Libération), Stéphane Vrignaud et Franck Lagorce (Eurosport), et Franck Montagny et Sébastien Bourdais alternent au poste de consultant. De plus, l'émission revient désormais sur l'intégralité du week-end, et non sur la course exclusivement.
En 2013, Canal+ rachète les droits télévisés du championnat du monde de Formule 1 pour la France. Eurosport décide alors de remplacer l'émission 100% F1 par une émission globale sur les sports mécaniques diffusés à la fin du weekend.

## Quelques invités
- Philippe Alliot
- René Arnoux
- Paul Belmondo
- Jean-Pierre Beltoise
- Jules Bianchi
- Sébastien Bourdais
- Pierre Dupasquier
- Timo Glock
- Romain Grosjean
- Jacky Ickx
- Jean-Pierre Jabouille
- Jacques Laffite
- Guy Ligier
- Franck Montagny
- Yvan Muller
- Olivier Panis
- Henri Pescarolo
- Alexandre Premat
- Alain Prost
- Nico Rosberg
- Jean-Louis Schlesser
- Philippe Streiff
- Jacques Villeneuve